# Крапивниковые бабблеры
Крапивниковые бабблеры (лат. Spelaeornis) — род воробьиных птиц из семейства тимелиевых (Timaliidae).

## Классификация
Международный союз орнитологов относит к роду 8 видов:
- Spelaeornis badeigularis Ripley, 1948
- Spelaeornis caudatus (Blyth, 1845) — Красногорлый крапивниковый бабблер
- Spelaeornis chocolatinus (Godwin-Austen & Walden, 1875) — Пёстрый крапивниковый бабблер
- Spelaeornis kinneari Delacour & Jabouille, 1930
- Spelaeornis longicaudatus (F. Moore, 1854) — Длиннохвостый крапивниковый бабблер
- Spelaeornis oatesi (Rippon, 1904)
- Spelaeornis reptatus (Bingham, 1903)
- Spelaeornis troglodytoides (J. Verreaux, 1871) — Полосатогрудый крапивниковый бабблер